# Prkovci
Prkovci is een plaats in de gemeente Ivankovo in de Kroatische provincie Vukovar-Srijem. De plaats telt 600 inwoners (2001).